# Lothar Doering
Lothar Doering   (Potsdam, 23 d'octubre de 1950) fou un jugador i entrenador d'handbol alemany que va competir sota bandera de la República Democràtica Alemanya durant les dècades de 1970 i 1980.
Amb la selecció de la República Democràtica Alemanya jugà 78 partits, en què marcà 181 gols. El 1974 va guanyar la medalla de plata al Campionat del món d'handbol. El 1980 va prendre part en els Jocs Olímpics de Moscou, on guanyà la medalla d'or en la competició d'handbol. A nivell de clubs jugà al SC Leipzig, amb qui guanyà dues lligues de la República Democràtica Alemanya (1976 i 1979).
Una vegada retirat passà a exercir d'entrenador de diversos equips alemanys. Destaca l'èxit aconseguit al Campionat del món d'handbol femení de 1993, on es proclamà campió amb la selecció alemanya.
El 1980 va ser guardonat amb l'Ordre del Mèrit Patriòtic de plata.